# استکهلم (داکوتای جنوبی)
استاخووم(به انگلیسی: Stockholm) شهری در ایالت داکوتای جنوبی کشور ایالات متحده آمریکا است که جمعیت آن در سرشماری سال ۲۰۱۰ میلادی، ۱۰۸ نفر بوده‌است.